# Xiphozele compressiventris
Xiphozele compressiventris är en stekelart som beskrevs av Cameron 1906. Xiphozele compressiventris ingår i släktet Xiphozele och familjen bracksteklar. Inga underarter finns listade i Catalogue of Life.